# Карпентер, Расселл
Расселл Пол Карпентер (англ. Russell Paul Carpenter; род. 9 декабря 1950, Ван-Найс, США) — американский кинооператор. Обладатель премии «Оскар» за лучшую операторскую работу в фильме «Титаник».

## Биография
Карпентер родился в Ван-Найсе (район Лос-Анджелеса). Его дедушка был звукорежиссёром. Имеет степень Государственного университета Сан-Диего. Неоднократно работал с режиссёрами Джэймсом Кэмероном, Макджи и Робертом Лукетичем. Является членом Американского общества кинооператоров с 1995 года.

## Фильмография
- 1983 — Единственный выживший[англ.]
- 1988 — Зубастики 2: Основное блюдо
- 1988 — Леди в белом
- 1988 — Чудесные годы
- 1989 — Повелитель скорости и времени[англ.]
- 1989 — Шкаф Кэмерона[англ.]
- 1990 — Ордер на смерть
- 1990 — Солнечный кризис[англ.]
- 1991 — Совершенное оружие
- 1992 — Кладбище домашних животных 2
- 1992 — Газонокосильщик
- 1993 — Атака 50-футовой женщины
- 1993 — Трудная мишень
- 1994 — Правдивая ложь
- 1995 — Индеец в шкафу
- 1996 — Т2 3-D: Битва сквозь время
- 1997 — Титаник
- 1997 — Деньги решают всё
- 1998 — Переговорщик
- 2000 — Ангелы Чарли
- 2001 — Любовь зла
- 2003 — Ангелы Чарли: Только вперёд
- 2004 — Ноэль
- 2005 — Если свекровь — монстр
- 2006 — Наркоз
- 2008 — Двадцать одно
- 2009 — Голая правда
- 2010 — Киллеры
- 2012 — Значит, война
- 2013 — Джобс: Империя соблазна
- 2015 — Человек-муравей
- 2017 — Три икса: Мировое господство
- 2020 — Аватар 2
- 2021 — Аватар 3

## Награды
- Премия «Оскар» за лучшую операторскую работу
  - Лауреат 1998 года за фильм «Титаник»[5]
- Премия Американского общества кинооператоров
  - Лауреат 1997 года за фильм «Титаник»[6]

## Номинации
- Премия BAFTA за лучшую операторскую работу
  - номинировался в 1998 году за фильм «Титаник»[7]
- Премия «Спутник» за лучшую операторскую работу
  - номинировался в 1998 году за фильм «Титаник»[8]
- Премия Британского общества кинооператоров
  - номинировался в 1997 году за фильм «Титаник»[9]